# القمة الخليجية الأمريكية 2025
القمة الخليجية الأمريكية 2025 أو القمة الخليجية الأمريكية الرابعة هي قمة بين دول مجلس التعاون الخليجي والولايات المتحدة الأمريكية عدقت في يوم الأربعاء 14 مايو 2025 بمدينة الرياض عاصمة المملكة العربية السعودية برئاسة صاحب السمو الملكي الأمير محمد بن سلمان آل سعود ولي العهد رئيس مجلس الوزراء بالمملكة العربية السعودية وذلك خلال زيارة الدولة لرئيس الولايات المتحدة الأمريكية دونالد ترامب إلى المملكة العربية السعودية. 

## المشاركون

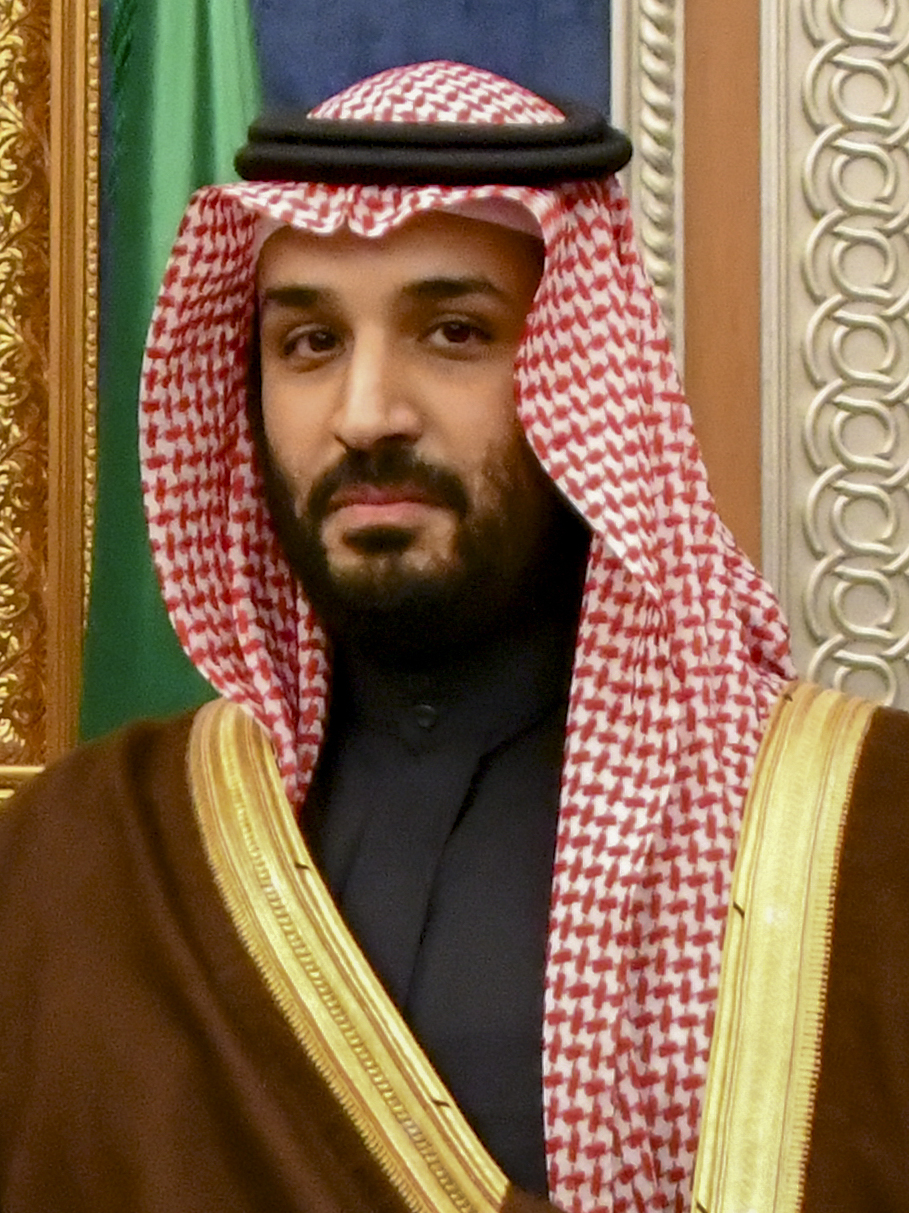
المملكة العربية السعودية صاحب السمو الملكي الأمير محمد بن سلمان آل سعود ولي العهد رئيس مجلس الوزراء (رئيس القمة)
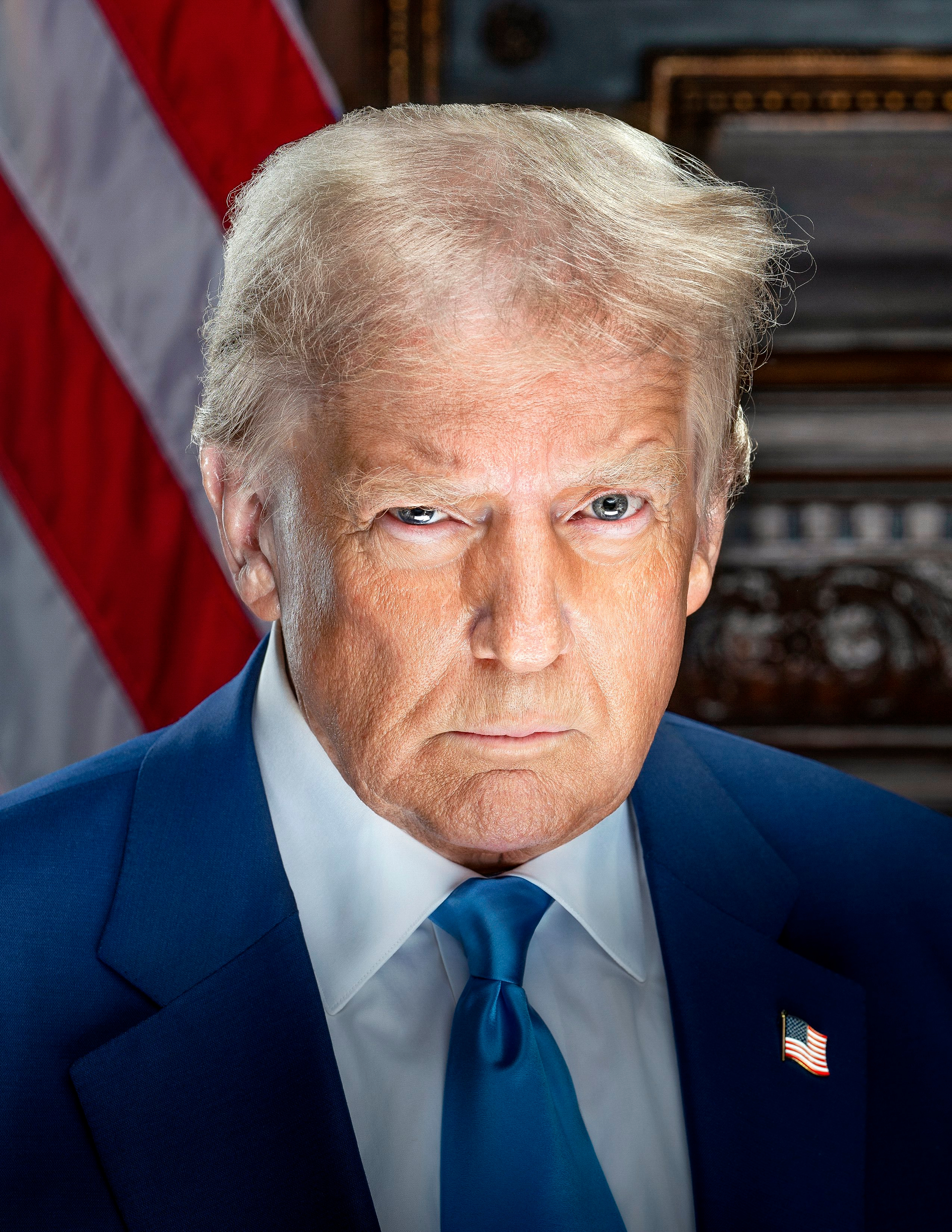
الولايات المتحدة الأمريكية فخامة الرئيس دونالد ترامب رئيس الولايات المتحدة الأمريكية
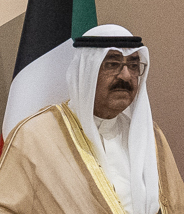
دولة الكويت صاحب السمو الشيخ مشعل الأحمد الجابر الصباح أمير دولة الكويت
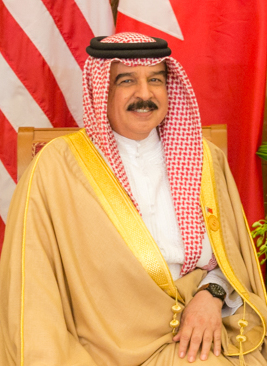
مملكة البحرين صاحب الجلالة الملك حمد بن عيسى آل خليفة ملك مملكة البحرين
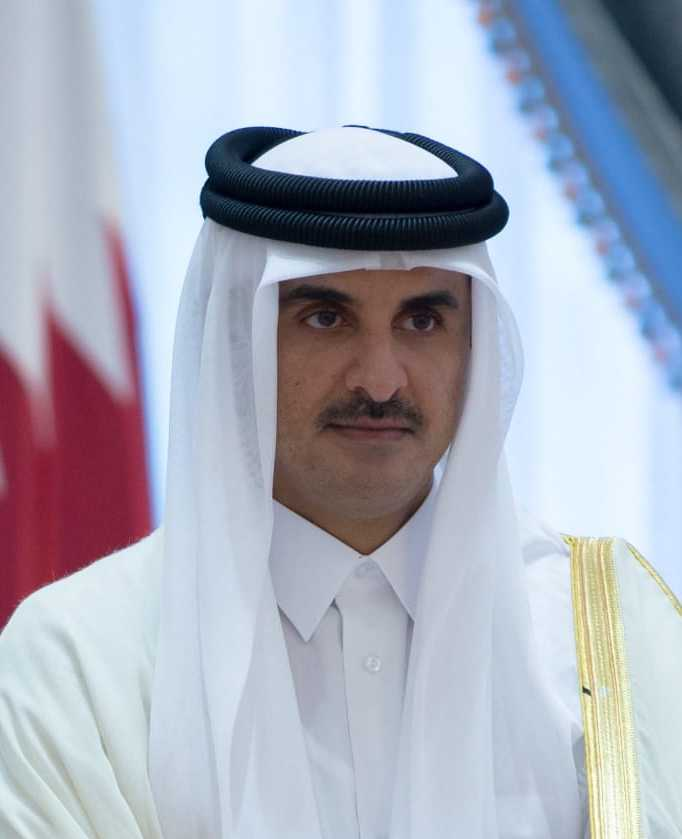
دولة قطر صاحب السمو الشيخ تميم بن حمد آل ثاني أمير دولة قطر
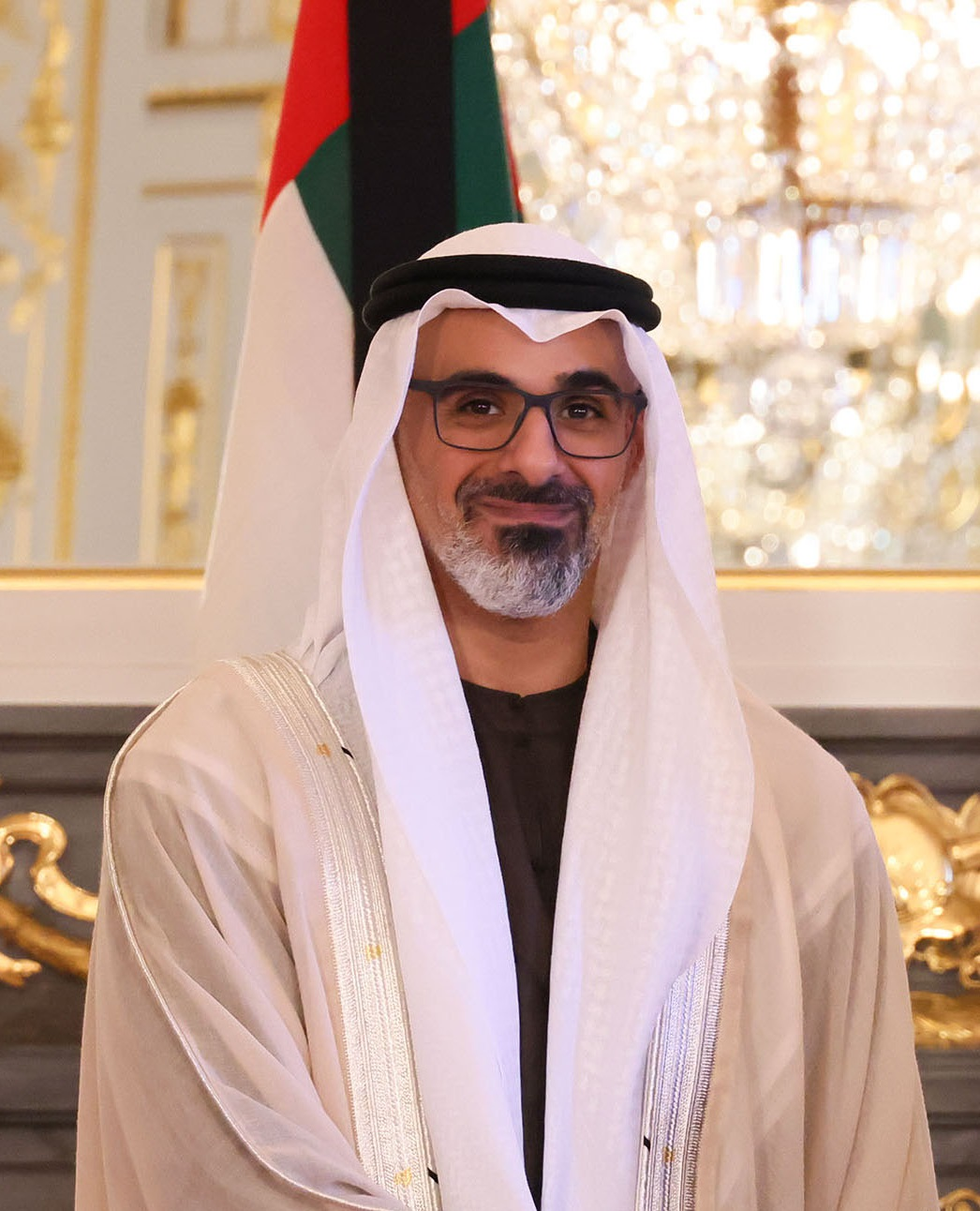
دولة الإمارات العربية المتحدة سمو الشيخ خالد بن محمد بن زايد آل نهيان ولي عهد أبوظبي
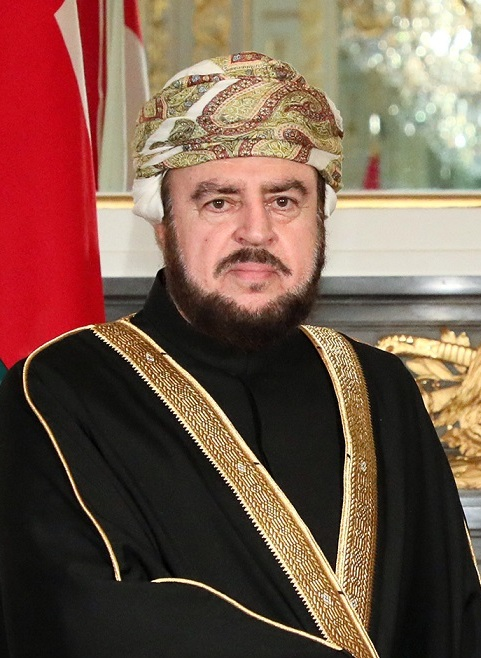
سلطنة عمان صاحب السمو السيد أسعد بن طارق آل سعيد نائب رئيس مجلس الوزراء لشؤون العلاقات والتعاون الدولي
الأمانة العامة لمجلس التعاون الخليجي معالي السيد جاسم محمد البديوي أمين عام مجلس التعاون لدول الخليج العربية